# Luke Cage (postać)
Luke Cage (prawdziwa tożsamość: Carl Lucas) – fikcyjna postać, superbohater, znana z licznych serii komiksowych wydawanych przez Marvel Comics, oraz różnych adaptacji, bazujących na komiksowych publikacjach. Jego twórcami są Archie Goodwin i John Romita Sr., zadebiutował on w Luke Cage, Hero For Hire #1 w 1972 roku.

## Fikcyjna biografia
Carl Lucas urodził się i wychował w Nowym Jorku, gdzie dorastał wśród ulicznych gangów. Trafia do więzienia, gdzie poddany zostaje eksperymentom, w wyniku których zyskuje nadludzką siłę i wytrzymałość. Wykorzystuje to i wraca do Nowego Jorku, gdzie przybiera imię Luke Cage. Pracuje jako ochroniarz dla Matta Murdocka oraz wdaje się w romans z Jessicą Jones, z którą później ma córkę, a następnie żeni się z Jessicą.

## Adaptacje

### Marvel Television / Netflix
Mike Colter podpisał kontrakt na udział w serialach przy współpracy Marvel Television z siecią Netflix powiązanych z Filmowym Uniwersum Marvela.
- Jessica Jones (2015–)
- Luke Cage (2016–)
- Defenders (2017)